# Yuki Kitai
Yuki Kitai (北井 佑季 Kitai Yūki?, nacido el 27 de enero de 1990 en Yokohama, Kanagawa) es un futbolista japonés que se desempeña como centrocampista.

## Trayectoria

### Clubes
| Club                | País  | Año         |
| ------------------- | ----- | ----------- |
| FC Machida Zelvia   | Japón | 2010 - 2012 |
| Matsumoto Yamaga FC | Japón | 2013 - 2014 |
| Kataller Toyama     | Japón | 2015 - 2017 |
| SC Sagamihara       | Japón | 2018 -      |

## Estadística de carrera

### J. League
| Club                | Año   | J. League | J. League | Copa J. League | Copa J. League | Total | Total |
| Club                | Año   | Part.     | Goles     | Part.          | Goles          | Part. | Goles |
| ------------------- | ----- | --------- | --------- | -------------- | -------------- | ----- | ----- |
| FC Machida Zelvia   | 2012  | 38        | 5         | -              | -              | 38    | 5     |
| Matsumoto Yamaga FC | 2013  | 23        | 0         | -              | -              | 23    | 0     |
| Matsumoto Yamaga FC | 2014  | 3         | 0         | -              | -              | 3     | 0     |
| Kataller Toyama     | 2015  | 35        | 5         | -              | -              | 35    | 5     |
| Kataller Toyama     | 2016  | 24        | 1         | -              | -              | 24    | 1     |
| Kataller Toyama     | 2017  | 27        | 0         | -              | -              | 27    | 0     |
| Total               | Total | 150       | 11        | 0              | 0              | 150   | 11    |